# 백자 청화‘홍치2년’명 송죽문 항아리
백자 청화‘홍치2년’명 송죽문 항아리(白磁 靑畵‘弘治二年’銘 松竹文 立壺)는 청화로 송죽문을 그려넣은, 조선 전기의 백자 항아리이다. 1974년 7월 9일 대한민국의 국보 제176호로 지정되었다.

## 개요
이 항아리는 원래 대한민국 구례에 있는 화엄사의 불전에 놓아 꽃을 꽂아 사용하였으나 두번이나 도난당했던 것을 되찾아 동국대학교 박물관에 옮겨 놓았다. 주둥이 안쪽에 ‘弘治二年’(홍치 2년)이라는 명문(銘文)이 있어 조선 성종 20년(1489년)에 만들어진 것을 확인할 수 있는 청화백자 항아리이다. 주둥이 일부가 파손되어 수리되었다.

## 모양
높이 48.7 센티미터, 입지름 13.1 센티미터, 밑지름 17.8 센티미터이다. 입 부분이 약간 안으로 기울고 어깨에서 팽창되어 몸체 윗 부분에서 벌어졌다 좁아졌으며, 저부에서 다시 벌어져 세워진 큰 키의 조선 초기의 전형적인 항아리이다. 몸체 전면에 밝은 청료로 오랜 소나무와 대나무를 그렸으며, 주둥이에는 연꽃 덩굴 무늬를 둘렀다. 유색은 담청색의 백자유가 전면에 칠해졌다.

## 같이 보기
- 청화백자
- 백자 청화송죽인물문 항아리

## 참고 문헌
- 백자 청화‘홍치2년’명 송죽문 항아리 - 국가유산청 국가유산포털
- 본 문서에는 서울특별시에서 지식공유 프로젝트를 통해 퍼블릭 도메인으로 공개한 저작물을 기초로 작성된 내용이 포함되어 있습니다.